# Kazaňský chanát
Kazaňský chanát (arabsky قازان خانليغى; rusky Казанское ханство, Kazanskoe chanstvo; tatarsky Казан ханлыгы, Qazan xanlığı) byl tatarský stát existující na území dřívějšího Volžského Bulharska, tedy současné Čuvašsko, Marijsko, Mordvinsko, Tatarstán a část Udmurtska a Baškortostánu. Hlavním městem byla Kazaň. Vznikl v době postupného rozpadu Zlaté hordy v roce 1438 a zanikl roku 1552, kdy byl dobyt prvním moskevským carem Ivanem IV. Již předtím však byl dlouhá léta politicky závislý na velikém knížectví moskevském, které využívalo labilní politické situace v chanátu a častého střídání chánů.

## Historie

### Předchůdci chanátu
Po rozpadu Onogurie v 8. století se pod vedením staršího Kubratovho syna Kutraga jedna skupina Hunobulharů přesunula po toku řeky Volhy na sever až na její soutok s Kamou, na území dnešního Tatarstánu a Baškortostánu. Zde společně s dalšími turkickými a ugrofinskými skupinami na přelomu 9. a 10. století vytvořila první feudální útvar v severovýchodní Evropě: Bulharskou volžsko-kamskou říši s hlavním městem Bulgar. Na začátku 13. století však tento kvetoucí stát byl dobyt a zničen vojsky chána Bátúa a stal se součástí Kypčackého chanátu – Ulusu Džuči (Zlaté hordy). Chán Berke (1209–1266), který přijal islám, osamostatnil Kypčacký chanát a založil jeho hlavní město Saraj Berke poblíž dnešního Volgogradu. Je známo tažení bratra Berkeho – Bátúa (1208–1255) přes Moravu do jižní Evropy v letech 1241–1242. 

### Kazaňský chanát

Korouhev užívaná v bitvě

Kazaňský chanát se vyčlenil z Ulusu Džuči roku 1438, zakladatelem dynastie kazaňských chánů byl Ulug Muhammed (vládl 1438–1445). Tento chanát však nakonec vyvrátil Ivan IV. roku 1552, což znamenalo také vyhánění tatarského obyvatelstva a jeho obracení na pravoslavnou víru. V Moskvě byl na počest tohoto vítězství postaven chrám Vasila Blaženého (1555–1560), jehož komplex osmi kostelů symbolizuje osm dní obléhání Kazaně. V současné době je Tatarstán republikou v Ruské federaci s prezidentem jakožto hlavou státu. K přehlížení anebo spíše nedocenění kulturního přínosu Volžských Hunobulharů a Tatarů napomohlo jistě i to, že od dob Bulharské volžsko-kamské říše byli obyvatelé tohoto území muslimové.